# Chickenfoot (álbum)
Chickenfoot é o álbum de estreia do supergrupo Chickenfoot, lançado em 5 de Junho de 2009 e uma edição delux com um DVD foi lançado no Reino Unido em 26 de outubro de 2009. O álbum foi certificado de ouro nos Estados Unidos (por vendas de 500.000 cópias) e no Canada (por vendas de 40.000 cópias).

## Faixas
Todas as faixas escritas e compostas por Sammy Hagar e Joe Satriani, exceto onde indicado:. 
| N.º | Título                                                          | Duração |  |
| 1.  | "Avenida Revolucion"                                            | 5:56    |  |
| 2.  | "Soap on a Rope"                                                | 5:32    |  |
| 3.  | "Sexy Little Thing"                                             | 4:14    |  |
| 4.  | "Oh Yeah"                                                       | 4:54    |  |
| 5.  | "Runnin' Out"                                                   | 3:52    |  |
| 6.  | "Get It Up"                                                     | 4:41    |  |
| 7.  | "Down the Drain" (Hagar, Satriani, Michael Anthony, Chad Smith) | 6:17    |  |
| 8.  | "My Kinda Girl"                                                 | 4:32    |  |
| 9.  | "Learning to Fall"                                              | 5:13    |  |
| 10. | "Turnin' Left"                                                  | 5:48    |  |
| 11. | "Future in the Past" (Hagar, Satriani, Anthony, Smith)          | 6:38    |  |

| vinyl / iTunes / Japanese / Limited Edition bonus track |                                               |         |  |
| N.º                                                     | Título                                        | Duração |  |
| 12.                                                     | "Bitten by the Wolf" (Hagar, Satriani, Smith) | 4:24    |  |

## Créditos

### Banda
- Sammy Hagar – Vocais principais, guitarra rítmica
- Joe Satriani – guitarra solo, teclados
- Michael Anthony – baixo, backing vocals
- Chad Smith – bateria

### Gravação
- Andy Johns – produtor, gravação
- Bob Daspit – gravação
- Dann Michael Thompson – gravação, assistente de gravação, edição digital
- Mike Fraser – gravação, mixagem
- Judy Kirschner – assistente de gravação
- John Cuniberti – assistente de gravação
- Jamie Durr – assistente de gravação
- Eric Mosher – assistente de mixagem, edição digital
- Andre Zweers –  edição digital
- Bernie Grundman – masterização

## Paradas
| Parada (2009)                        | Melhor posição |
| ------------------------------------ | -------------- |
| EUA Billboard 200                    | 4              |
| EUA Billboard Top Independent Albums | 1              |
| EUA Billboard Top Rock Albums        | 3              |
| EUA Billboard Top Hard Rock Albums   | 1              |
| EUA Billboard Top Internet Albums    | 4              |
| EUA Billboard Top Pop Catalog        | 14             |
| Canadian Albums Chart                | 9              |